# Handley Page HP.81 Hermes IVa
Dimensions
Le  Handley Page HP.81 Hermes IVa, ou plus simplement Handley Page Hermes est un avion de ligne quadrimoteur civil dérivant du Handley Page Hastings militaire. Son premier prototype s'écrasa en 1945, ce qui retarda sa mise en service. 29 ont été construits, servant brièvement dans la BOAC dans les années 1950 et plus tard dans plusieurs compagnies de charters.

## Conception et développement
Le Hermes a été construit pour répondre à une spécification du Ministère de l'Air de 1944 pour un avion de transport civil pressurisé, capable de transporter 34 passagers en première classe ou 50 en classe touriste, en même temps que la Royal Air Force avait besoin d'un nouvel avion de transport militaire pour remplacer le Handley Page Halifax. Handley Page a conçu le Handley Page Hermes et le Handley Page Hastings, très similaires. Contrairement au Hastings qui a une roulette de queue, l'Hermes devait avoir un train tricycle avant. 
Il était prévu de présenter le Hermes avant le Hastings, mais la production a été retardée après le crash du premier prototype (HP 68 Hermes 1), immatriculé « G-SEGA », peu après son décollage au cours de son vol inaugural le 2 décembre 1945. Le pilote d'essai en chef de Handley Page et le chef observateur de test ont été tués tous les deux. Le développement de l'Hermes civil a été retardé pour résoudre l'instabilité qui a causé l'accident du premier prototype, et cela a permis d'allonger le deuxième prototype, donnant le HP 74 Hermes II (G-AGUB), premier vol le 2 septembre 1947.

Pendant ce temps, les commandes ont été reçues le 4 février 1947 pour 25 HP 81 Hermes IV, équipés d'un train tricycle et motorisés par des Bristol Hercules 763 de 2100 ch (1 570 kW), pour BOAC, et deux HP Hermes V, motorisés par turbopropulseurs Bristol Theseus. 

## Histoire opérationnelle

### Opérations aériennes

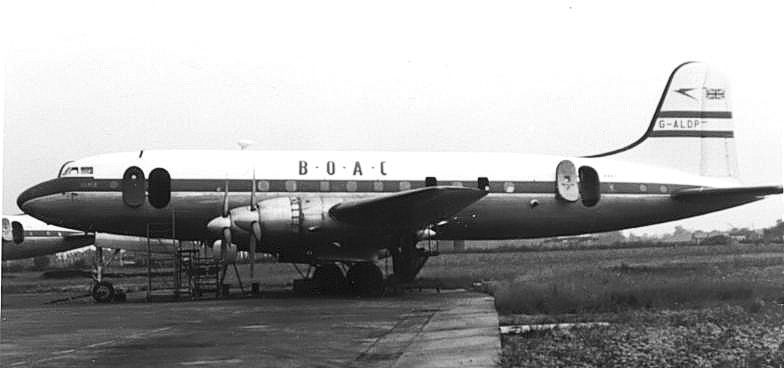
Hermes IV BOAC à Londres Heathrow en 1953

Alors que le premier Hermes IV (marque G-AKFP) a volé le 5 septembre 1948, et la production démarrée rapidement, les premiers avions étaient en surpoids, en partie due à l'utilisation de composants du Hastings, et ont été rejetés par BOAC.
Le Hermes IV est enfin entré en service à BOAC le 6 août 1950, prenant le relais du Avro York sur la ligne Afrique de l'Ouest de Londres Heathrow à Accra via Tripoli, Kano et Lagos, avec des desserves au Kenya et Afrique du Sud commençant avant la fin de l'année. Le Hermes IV a été utilisé par la BOAC sur les liaisons vers le Sud-Ouest et de l'Afrique. Ils ont été rapidement remplacés, par le fiable Canadair Argonaut en 1952, certains sont repris du service en juillet 1954, après le clouage au sol du de Havilland Comet, et retirés à nouveau en décembre.
Ce ne fut pas la fin de l'Hermes en service dans le transport aérien, cependant, les avions excédentaires ont été vendus à des compagnies indépendantes de charters, Airwork (en) en achète quatre en 1952, d'autres sont exploités par Britavia (en) et Skyways (en). Beaucoup de ces appareils désignés Hermes IVA étaient équipés de moteurs Hercules 773 qui pouvaient fonctionner avec du carburant à indice d'octane plus bas que les Hercules 763 originaux, avec le retour à des normes Hermes IV lorsque les approvisionnements de carburant furent améliorés. 
En dernier, les Hermès ont été utilisés pour le transport de voyages à forfait vacances au Royaume-Uni. Le dernier Hermes , G-AADL, piloté pour Air Liens Limited, a été retiré le 13 décembre 1964, et a été démoli neuf jours plus tard. 

### Avions de développement

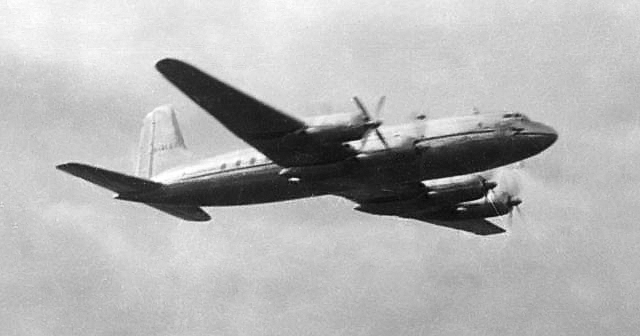
Hermes V G-ALEU au SBAC de Farnborough en 1950.

Les deux turbopropulseurs Hermes V appartenaient au Ministry of Supply (en) ont fait leurs premiers vols en août 1949.
Ils ont été utilisés pour le développement du turbopropulseur Bristol Theseus. Le premier a été perdu dans un atterrissage train rentré à Chilbolton airfield (en) le 10 avril 1951, mais le second a continué les vols d'essai avec l'A&AEE à Boscombe Down et le RAE à Farnborough jusqu'à son retrait en septembre 1953. Le prototype Hermes II a été donné marquages militaires octobre 1953 que VX234 et a été utilisé pour divers programmes de recherche et de développement, dont les essais de radars aéroportés pour le Radar Establishment royale au RAF Defford, Worcestershire, étant finalement retiré en 1969.
Le fuselage d'un Hermes IV (ancien avion BOAC G-ALDG nommé Horsa) est conservée au Musée impérial de la guerre de Duxford.

## Accidents et incidents
- 3 décembre 1945 - Hermes I G-AGSS le prototype Hermes s'écrase, au cours du premier vol d'essai, peu après le décollage, à 3 miles de l'aérodrome Radlett . Les deux pilotes d'essai Handley Page ont été tués.
- 26 mai 1952 - Hermes IV G-ALDN (Horus), exploité par la BOAC, en route de Tripoli, en Libye, à Kano, au Nigeria, a volé hors-trajet pendant plusieurs heures et a manqué de carburant, atterrissage forcé dans le désert du Sahara au sud de Atar, en Mauritanie. Les passagers et l'équipage ont tous survécu et ont passé plusieurs jours dans le désert avant de se rendre à une oasis, où le premier officier Ted Haslam, qui avait subi une blessure à la tête dans l'accident, est mort[11],[12].
- 4 mars 1956 - L'Hermes IV G-ALDW exploités par Skyways Limited a été détruit sur le terrain par une bombe à retardement dans le compartiment de fret vers l'avant. L'avion était à Nicosie Aéroport, Chypre lorsque l'explosion a eu lieu 20 minutes avant l'heure de départ de l'avion pour le Royaume-Uni avec 68 passagers[13]. Il n'y a eu aucun décès[14].
- 5 août 1956 - l'Hermes IV G-ALDK exploité par Britavia souffert de l'effondrement de l'atterrisseur auxiliaire à Airport Road Drigh, Karachi, Pakistan. L'avion a été endommagé au-delà de la réparation économique[15].
- 5 novembre 1956 - L'Hermes IVA G-ALDJ exploité par Britavia s'est écrasé en approche de nuit sur l'aérodrome de Blackbushe, Angleterre dans le mauvais temps. Sept des 80 occupants sont morts[16].
- 1er avril 1958 L'Hermes IV G-ALDV exploité par Skyways Limited s'est écrasé à Meesden Vert, près de l'aéroport de Stansted, pendant un test après un changement de moteur. L'équipage de trois personnes, le Capt. Rayment, Capt. De l'Ouest et FE. N Bradley ont tous été tués.
- 9 octobre 1960 - L' Hermes IV G-ALDC de Falcon Airways a dépassé la piste à l'atterrissage à l'aéroport de Southend, et s'est retrouvé en travers de la ligne de chemin de fer de Shenfield à Southend. L'avion a été radié, mais les 76 personnes à bord ont survécu[17].